# Dominique Martin Dupuy
Pour les articles homonymes, voir Dominique Dupuy et Dupuy.
Dominique Martin Dupuy, né le 8 février 1767 à Toulouse (Haute-Garonne) et mort le 21 octobre 1798 au Caire (Égypte), est un général de la révolution française. Il meurt au cours de la révolte du Caire le 21 octobre 1798, pendant la campagne d’Égypte.

## Biographie

### Jeunesse
Dominique Dupuy naît en 1767 dans la maison que possède son père, le boulanger Jean Dupuy, rue des Estagnères-Vieilles (actuel no 32 rue des Arts), à Toulouse.

### Sous la Révolution française
Il entre en service le 4 novembre 1783 comme soldat au régiment d’Artois-Infanterie, il quitte le service le 3 septembre 1784. Négociant à Toulouse, il est membre de la société des amis de la constitution de cette ville, et le 2 décembre 1791, il est élu lieutenant-colonel en second du 1er bataillon de volontaires de la Haute-Garonne. Le 10 novembre 1792, il est nommé lieutenant-colonel en premier. Employé à l’armée d’Italie, il commande le 2e bataillon des grenadiers de l’armée, et il est affecté en 1793, comme aide de camp du général en chef Brunet, dont il a toute la confiance, et avec qui, il partage la disgrâce.
Le 22 août 1793, il est nommé général de brigade, mais le conseil exécutif reporte cette nomination le 19 octobre 1793. Il a été arrêté à Nice par ordre des représentants du peuple Barras et Fréron et incarcéré à la prison de Grasse. Le 7 février 1794, il est transféré à la conciergerie à Paris, sur ordre de Fouquier-Tinville. Il comparait devant le Tribunal révolutionnaire le 23 mai 1794, sur les accusations du général La Poype et de l’adjudant-général Leclerc, pour avoir tenu des propos contre-révolutionnaire et traité Marat de gueux et de scélérat. Il est acquitté à condition d’être détenu jusqu’à la paix.

### Combats au sein de l'armée d'Italie
Remis en liberté après le 27 juillet 1794, il rejoint l’armée d’Italie le 20 décembre 1794, comme chef de bataillon à la 21e demi-brigade d'infanterie de bataille, il est nommé chef de brigade le 12 février 1795, avec rang du 25 février 1794, il fait la campagne de 1795 dans la division du général Laharpe. Le 23 juin, cerné par les autrichiens sous les murs de Savone, il est dégagé par son général, puis il suit l’armée dans sa retraite, pendant laquelle, il remplace Laharpe pendant quelques jours. Le 26 mai 1796 lors de la réorganisation, il passe à la 32e demi-brigade d’infanterie, dont la bravoure devient bientôt légendaire à l’armée d’Italie. Il est blessé au combat de Dego le 15 avril 1796, et à la bataille de Caldiero le 11 novembre 1796. Gouverneur de la place et du château de Milan, il est promu général de brigade le 6 décembre 1796, mais il refuse sa promotion.

### Campagne d’Égypte
Maintenu à la tête de la 32e demi-brigade le 6 janvier 1797, il participe à la campagne d’Égypte en mai 1798. Il se distingue à la bataille des Pyramides le 21 juillet 1798 si brillamment que le lendemain, le général Bonaparte le nomme pour la troisième fois au grade de général de brigade et gouverneur du Caire. Le 21 octobre 1798, une insurrection ayant éclaté, il s’élance pour mettre à la raison les révoltés, mais assailli par le nombre, il tombe frappé par un coup de lance au-dessous de l’aisselle gauche. Transporté par des soldats dans la maison du colonel Junot, il meurt deux heures plus tard le 22 octobre 1798. En hommage, le général Bonaparte donne le nom du général Dupuy à un des forts du Caire, tout comme un autre qui portera le nom de Sulkowski, du nom de son aide de camp préféré, mort le même jour lors de cette insurrection. Lors de sa visite à Toulouse en 1808, l'empereur octroiera une pension viagère de 3000 francs à la mère du général après avoir appris que celle-ci vivait dans la pauvreté. 

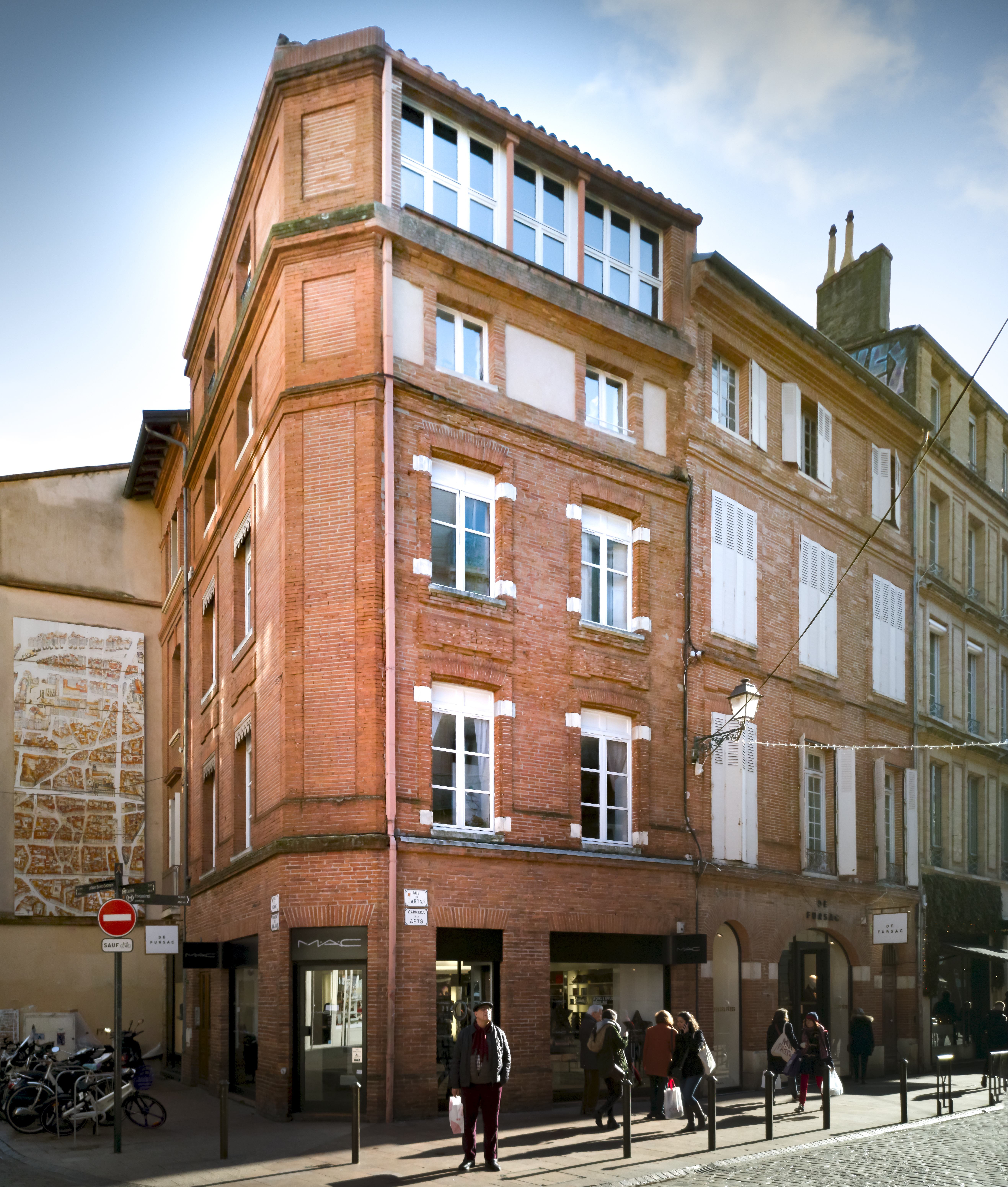
Maison natale de Dominique Dupuy, rue des Arts
Entrée du Général Dupuy au Caire 1899 - Jean-André Rixens
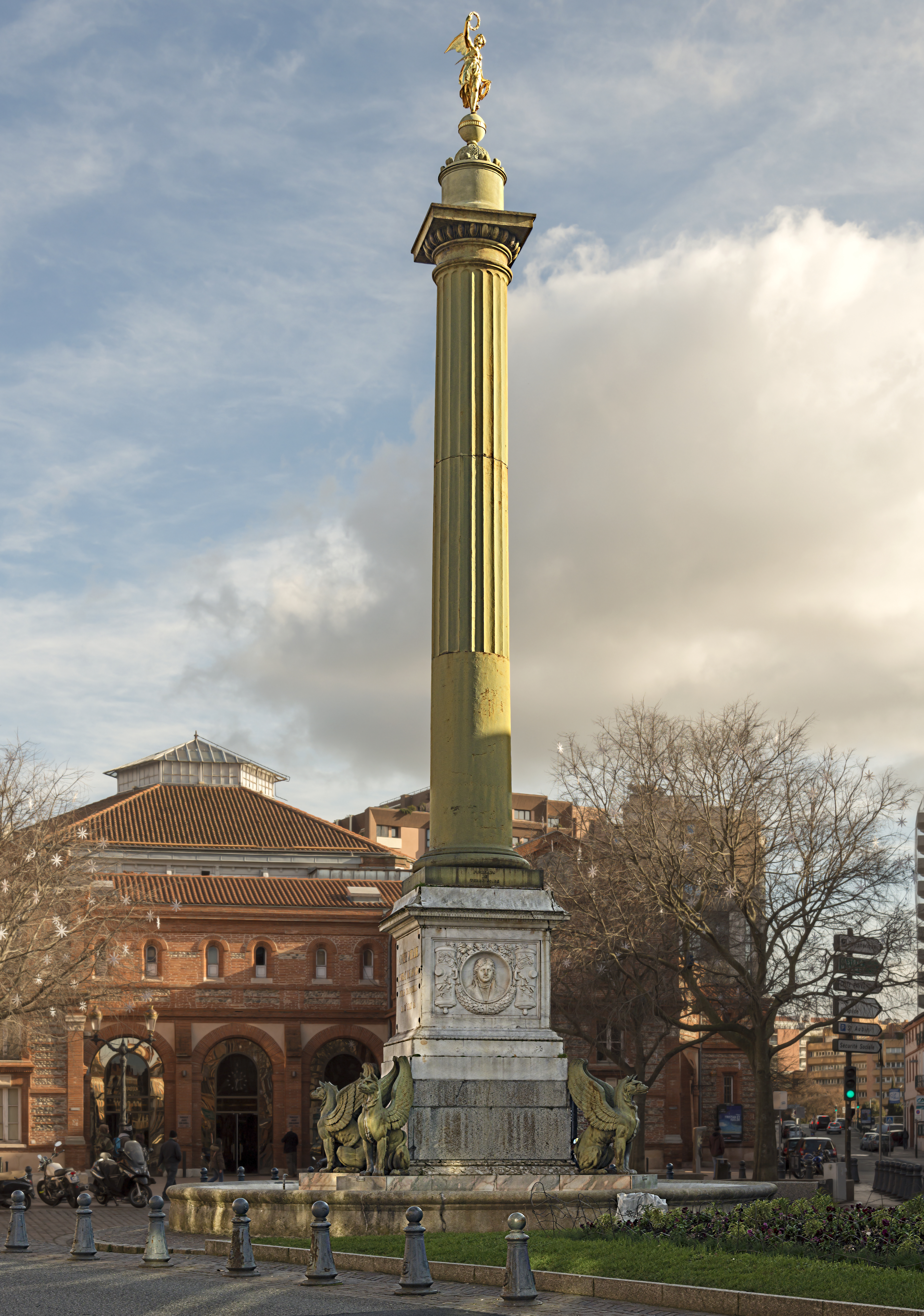
La colonne élevée devant la Halle aux Grains, place Dupuy, lui est dédiée

## Sources
- (en) « Generals Who Served in the French Army during the Period 1789 - 1814: Eberle to Exelmans »
- Eudoxe Soulier, Notice du Musée Impérial de Versailles: 2e partie. Premier étage, imprimerie des Musées impériaux, 1860
- Jacques Charavay, Les généraux morts pour la patrie, 1792-1871 : notice biographiques, Au siège de la société, 1893, 160 p. (lire en ligne), p. 53.